# Torneo de Tokio 2013
El Rakuten Japan Open Tennis Championships 2013 es un torneo de tenis que se juega en canchas duras al aire libre . Es la 41.ª edición del evento conocido este año como el Rakuten Japan Open Tennis Championships, y es parte de la ATP World Tour 500 serie del 2013. Se llevará a cabo en el Coliseo Ariake de Tokio, Japón, del 30 de septiembre al 6 de octubre de 2013.

## Cabezas de serie
| Tenista               | Ranking | No. |
| Juan Martín del Potro | 7       | 1   |
| Jo-Wilfried Tsonga    | 8       | 2   |
| Milos Raonic          | 11      | 3   |
| Kei Nishikori         | 12      | 4   |
| Gilles Simon          | 14      | 5   |
| Nicolás Almagro       | 17      | 6   |
| Kevin Anderson        | 21      | 7   |
| Feliciano López       | 26      | 8   |

- Los cabezas de serie, están basados en el ranking ATP del 23 de septiembre de 2013.

### Dobles masculinos
| Tenista                              | Ranking | Preclasificada |
| Bob Bryan Mike Bryan                 | 2       | 1              |
| Marcel Granollers Marc López         | 17      | 2              |
| Ivan Dodig Marcelo Melo              | 32      | 3              |
| Rohan Bopanna Édouard Roger-Vasselin | 33      | 4              |

- Los cabezas de serie, están basados en el ranking ATP del 23 de septiembre de 2013.

## Campeones

### Individual Masculino
Juan Martín del Potro venció a  Milos Raonic por 7-6(5), 7-5.

### Dobles Masculino
Rohan Bopanna /  Édouard Roger-Vasselin vencieron a  Jamie Murray /  John Peers por 7–6(5), 6–4.